# André Vianco
André Vianco (n. 10 octombrie 1976, São Paulo, São Paulo, Brazilia) este un scriitor brazilian. Este cunoscut îndeosebi ca un scriitor de cărți de groază. Până în 2012, acesta a vândut 500.000 de cărți. 